# Filarmonica Banatul din Timișoara

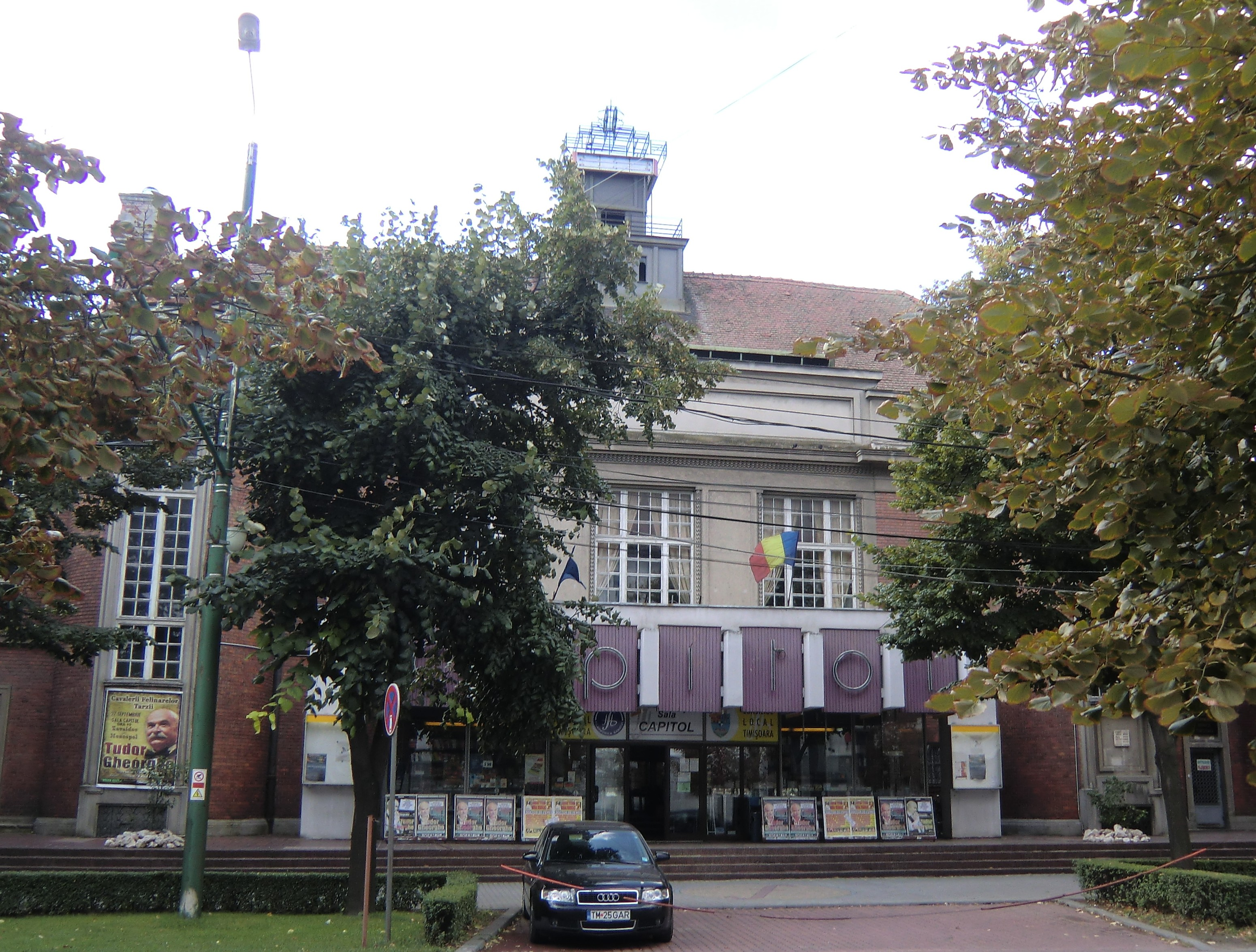
Filarmonica Banatul Timișoara

Filarmonica Banatul Timișoara este o instituție de cultură muzicală din Timișoara compusă din orchestră simfonică, cor profesionist și solișiti concertiști înființată la 15 aprilie 1947 prin decret regal al Regelui Mihai I.  Organigrama din 2020 prezintă 96 de instrumentiști și 60 de coriști, fapt ce permite filarmonicii să abordeze un repertoriu simfonic de anvergură. Concertele se țin în sala Capitol ce cuprinde aproximativ 875 de locuri și două foaiere pentru primirea publicului, la parter și etaj, într-o clădire aflată nu departe de Catedrala Mitropolitană.  
Pe lângă concertele săptămânale au loc și alte manifestări culturale cum ar fi: Festivalul internațional Timișoara muzicală, Festivalul de muzică veche, Festivalul de chitară, Festivalul de muzică nouă "Intrada", Zilele muzicale "George Enescu", Festivalul muzicii sacre, Gala Blues/Jazz Kamo.

## Istoric
Prima instituție de acest gen a fost Societatea Filarmonică din Timișoara, creată la 21 octombrie 1871 după modelul și cu sprijinul unor societăți muzicale europene de prestigiu.
La înființarea ei au existat un cor bărbătesc și câțiva instrumentiști pentru activități în genul muzicii de cameră. S-a afiliat apoi și un cor feminin pentru a putea fi abordat și repertoriul vocal-simfonic care necesita, de cele mai multe ori, cor mixt. Pentru completarea orchestrei se făcea apel la instrumentiști ai Operei locale și suflători ai Regimentului 29 infanterie „Loudon”. Penuria de instrumentiști a impus ca o necesitate imediată înființarea, încă din al doilea an de existență a Societății, a unei școli de muzică pentru pregătirea și formarea propriilor cadre.
Primul concert are loc în 8 decembrie 1871 condus de Henrich Weidt.. Au fost interpretate două ample lucrări vocal simfonice: Die Frithjofs Saga de Max Bruch și Der Taucher - compoziție aparținând dirijorului timișorean.
Activitatea de concert care a urmat era axată preponderent pe genul a cappella (de la miniaturi până la partituri de mare amploare precum Missa Papae Marcelli de Giovanni Pierlugi da Palestrina) și pe cel al muzicii de cameră. Nu înseamnă că genul vocal - simfonic a fost abandonat. Dimpotrivă, lucrări de mare extensie precum Requiem-ul (1877) și oratoriul Die Könige din Israel (1882), ambele ale compozitorului timișorean Wilhelm Franz Speer, oratoriile Creațiunea de Joseph Haydn (1880), Elias (1884) și Paulus (1891) de Felix Mendelssohn Bartholdy au constituit momente de referință în activitatea de concert a Societății.
În 1920 se constituie o orchestră simfonică în cadrul asociației Amicii Muzicii, încorporând instrumentiștii Societății filarmonice dar și alți muzicieni, parte dintre ei profesori sau absolvenți ai Conservatorului comunal, întemeiat în 1906. În 1947 Societatea Filarmonică din Timișoara și-a schimbat numele în Filarmonica Banatul.
Primul concert simfonic a avut loc la 8 iunie 1947 avându-l la pupitru pe dirijorul Charles Bruck din Paris, originar din Timișoara și ca solistă, pe pianista franceză Monique de la Brouchollerie. Deschiderea primei stagiuni a avut loc la 26 octombrie 1947.

## Dirijori[9]
Printre dirijorii permanenți ai orchestrei se numără de-a lungul timpului: George Pavel (1947), Mircea Popa (1947-1964), Paul Popescu (1954-1958), Nicolae Boboc (1959-1982), Alexandru Șumski (1965-1968), Remus Georgescu (1968-), Peter Oschanitzky (1983-1993) iar actualmente, Gheorghe Costin și Radu Popa.
Dirijorul de cor Ion Românu, numit director al Filarmonicii (1957-1979), a preluat împreuna cu Mircea Hoinic responsabilitatea pregătirii corului astfel că primul program coral propriu-zis a avut loc pe data de 28 martie 1957. Lista dirijorilor de cor permanenți îi cuprinde pe Mircea Hoinic (1951-1972), Ion Românu (1957-1969), Diodor Nicoară (1969-2006), interimari Ovidiu Giulvezan, Damian Vulpe iar actualmente, Iosif Todea (1997-).

## Soliști concertiști[11]
2019 - Alexandra Guțu (violoncel), Dragoș Mihăilescu (pian), Manuela-Iana Mihăilescu (pian), Gabriel Popa (vioară), Sorin Petrescu (pian), Doru Roman (percuție), Ion Bogdan Stefănescu (flaut).

## Concerte
Printre artiștii care au concertat de-a lungul timpului, se pot enumera: 
- Constantin Bobescu[2]
- Pablo Casals [2]
- Cella Dellavrancea [2]
- Annie Fischer [2]
- Traian Grozăvescu [2]
- Bronislaw Hubermann [2]
- Fritz Kreisler [2]
- Nathan Milstein [2]
- Gregor Piatigorsky [2]
- Arthur Rubinstein [2]
- Silvia Șerbescu [2]
- Jacques Thibaud [2]
- Eugene Ysaye [2]
- Carlo Zecchi [2]